# Zlaté piesky
Zlaté piesky je jezero v Bratislavě na Slovensku. Nachází se v městské části Ružinov v okrese Bratislava II. Jezero má asi 400 m v průměru. Dosahuje hloubky 30 m. Plocha vodní hladiny činí 560 000 m². Jezero vzniklo v letech 1955 až 1964 jako důsledek těžby štěrkopísku pro potřeby výstavby bytů v Bratislavě. Okolí jezera bylo počátkem 60. let částečně upravené pro rekreační a sportovní účely. Vzniklo tak přírodní koupaliště s plážemi a ubytovacími či stravovacími zařízeními.

## Ostrov
Uprostřed jezera se nachází zalesněný ostrov.

## Využití
Jezero je využívané jako přírodní koupaliště. V okolí je možnost sportovního vyžití. V létě se na místě pořádají také koncerty a festivaly pod otevřeným nebem.

## Historie
V roce 1976 se v důsledku série chyb dispečera i posádky do jezera zřítilo letadlo Iljušin Il 18-B na lince Praha–Bratislava – Let ČSA 001. Při havárii zahynulo 75 ze 79 lidí na palubě. Jeden ze čtyř přeživších cestujících zemřel později v nemocnici. Po této nehodě bylo jezero až do roku 1979 uzavřeno pro veřejnost.